# Acacia zatrichota
Acacia zatrichota är en ärtväxtart som beskrevs av Alexander Segger George. Acacia zatrichota ingår i släktet akacior, och familjen ärtväxter. Inga underarter finns listade i Catalogue of Life.